# Ravachol
François Claudius Koenigstein, känd som Ravachol, född 14 oktober 1859 i Saint-Chamond, död 11 juli 1892, var en fransk attentatsman och anarkist som blev giljotinerad i Montbrison i Loire efter att två gånger blivit funnen skyldig till bombdåd.

## Biografi
Ravachol föddes som François Koenigstein i Saint-Chamond i Loire 1859. Han var det äldsta barnet i syskonskaran. Hans far, Jean Adam Koenigstein, var holländare och hans mor, Marie Ravachol, var fransyska. Som vuxen tog han sin mors flicknamn som sitt efternamn på grund av att hans far lämnat familjen, när Ravachol var åtta år gammal. Från tidig ålder tvingades han försörja sin mor, syster och bror. Han tog också hand om sin brorson. Han fick till slut ett jobb som färgbiträde, ett jobb han senare förlorade. Genom hela sitt liv var han mycket fattig och för extrainkomster spelade han dragspel.

## Politisk aktivism och attentat
Ravachol blev politiskt aktiv anarkist inom grupper som organiserade sig för att förbättra arbetarnas arbetsförhållanden. Ravachol ansåg, att privategendom var omoraliskt och att de kriminella handlingar han utförde, som rån och urkundsförfalskning, var avsedda att främja saken. Han blev allmänt känd genom rånmordet på den förmögne eremiten Jacques Brunel, och Ravachol använde de 15 000 franc han stulit till att hjälpa kamraternas nödställda familjer. 1881 hade anarkistkongressen manat till handlingens propaganda i vad man betraktade som ett förbittrat klasskrig. En lång rad franska attentat kom att utföras under 1890-talet och fram till första världskriget; kungar och presidenter mördades och deras banemän avrättades.
Allt sedan Pariskommunen 1871 hade myndigheterna varit repressiva och politisk aktivism resulterade i hårda repressalier från den franska polisen. Den 1 maj 1891 genomfördes det första internationella firandet av Första maj. I Fourmies genomfördes en arbetardemonstration för 8-timmars arbetsdag som följdes av konfrontation med polisen som öppnade eld mot demonstranterna och nio demonstranter dödades. Samma dag inträffade en serie allvarliga incidenter i Clichy där anarkister deltog och tre personer arresterades. Vid förhören förekom våldsanvändning varpå en rättegångsförhandling (se Clichyfallet) följde där två av de tre anarkisterna dömdes till hårda fängelsestraff. Åklagaren yrkade på dödsstraff för två av de tre tilltalade.

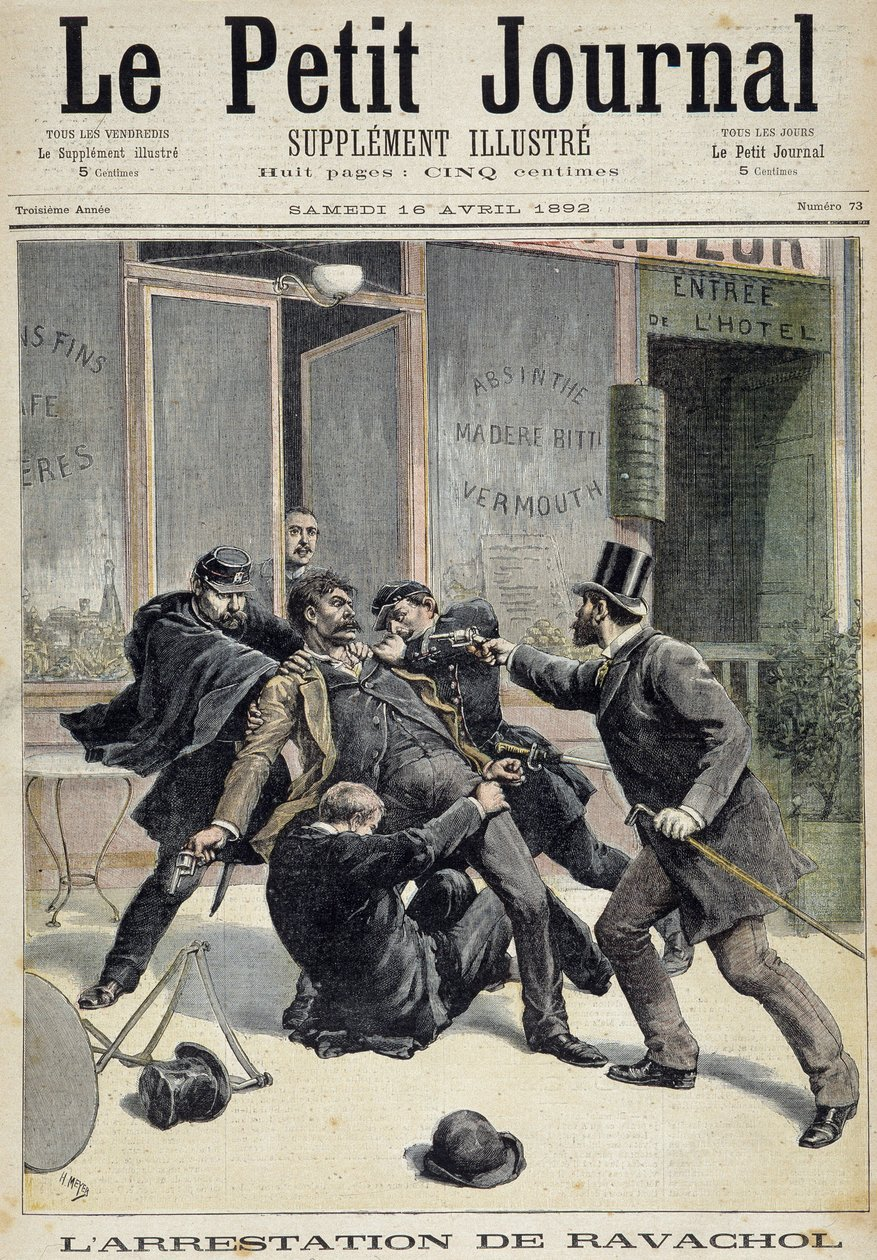
Ravachol arresteras. Illustration i Le Petit Journal.

År 1892 började Ravachol vända sin politiska kamp mot det juridiska systemet och de domare och åklagare som hade dömt hans kamrater. Han placerade bomber i rummen för åklagaren Léon Bulot och domaren Edmond Beneoît som deltagit i Clichyfallet. En angivare avslöjade Ravachol som arresterades 30 mars 1892 för bombdåden vid Restaurant Véry. Fängslad skrev han texten Mina principer. Den 25 april samma år utsatte anarkister restaurangen där angivaren jobbade för ett bombdåd och den 26 april inleddes rättegången mot Ravachol i Seine. Han fälldes för ansvar och dömdes till livstids fängelse. Den 23 juni hölls en andra rättegång, denna gång i Loire, där han dömdes till döden för tre mord. Han erkände dock bara mordet på eremiten i Montbrison och att detta berodde på fattigdom. Den 11 juli 1892 avrättades Ravachol offentligt genom giljotinering. 
Den 9 december 1893 genomförde Auguste Vaillant ett bombdåd mot den franska nationalförsamlingen för att hämnas Ravachol. I explosionen skadades en ledamot.

## Mytbildningen runt Ravachol
Ravachol blev en något romantiserad symbol för en desperat kamp. Flera franska låtar komponerades till hans ära, till exempel texten la Ravachole till melodin la Carmagnole.
Ravachol har också dykt upp som en mindre karaktär i Frank Chadwicks rollspelsspel Space: 1889 samt i flera av hans memoarer.
I filmen Sherlock Holmes: A Game of Shadows från 2011 finns en karaktär vid namn "Claude Ravache" som är anarkist. 

### Mina principer
När Ravachol satt fängslad 1892 dikterade han ett dokument, Mina principer, för polisen. Det förblev opublicerat tills historikern Jean Maitron upptäckte det i Paris-polisens arkiv 1964.